# 일본너구리
일본너구리(영어: Japanese raccoon dog, 일본어: 本土狸 혼도타누키[*], 학명: Nyctereutes viverrinus 니크테레우테스 비베르리누스[*])는 일본의 개과 고유 종이다. 너구리와 함께 너구리속에 속하는 두 종 중 하나이다.
일본너구리는 일반 너구리와 비교했을 때 작은 대장과 짧은 온열동물털을 가지고 있다.

## 참고 문헌
- Hino, Iwao (2006). 《Dōbutsu yōkaitan (動物妖怪譚)》 2. Chūō Kōron Shinsha. ISBN 978-4-12-204792-1.
- Katsumi, Tada (1990). 《Gensō sekai no jūnintachi (幻想世界の住人たち)》. Truth in fantasy IV. Shinkigensha. ISBN 978-4-915146-44-2.
- Nakamura, Teiri (1990). 《Tanuki to sono sekai (狸とその世界)》. Asahi sensho. Asahi Shinbunsha. ISBN 978-4-02-259500-3.
- Sakurai, Tokutarō, 편집. (1980). 《Minkan shinkō jiten (民間信仰辞典)》. Tōkyōdō Shuppan. ISBN 978-4-490-10137-9.